# Fosse no 1 - 1 bis - 1 ter des mines de Liévin
La fosse no 1 - 1 bis - 1 ter de la Compagnie des mines de Liévin est un ancien charbonnage du Bassin minier du Nord-Pas-de-Calais, situé à Liévin. Le puits no 1 est le premier de la nouvelle compagnie, il est commencé la même année que la fosse de la Société d'Aix, et un an et demi avant la fosse no 3 de la Compagnie des mines de Lens. La fosse commence à produire peu en 1860, ce n'est que huit ans plus tard que la production augmente, à la suite de l'approfondissement du puits.
Un puits no 5, par la suite appelé 1 bis, est ajouté en 1874 près du premier puits. La production de la fosse atteint 350 000 tonnes en 1880. Un puits d'aérage no 1 ter est ajouté en 1875 ou 1901 à la fosse no 1 - 1 bis. Cette dernière est détruite pendant la Première Guerre mondiale. Elle est ensuite reconstruite, et ses cités sont agrandies.
La Compagnie des mines de Liévin est nationalisée en 1946, et intègre le Groupe de Liévin. En 1952, ce dernier fusionne avec le Groupe de Lens pour former le Groupe de Lens-Liévin. La fosse no 1 - 1 bis - 1 ter est concentrée sur la fosse no 6 - 6 bis sise à Angres, et cesse d'extraire en 1955. Le puits no 1 est remblayé en 1966, et son chevalement détruit onze ans plus tard. Les puits nos 1 bis et 1 ter sont remblayés en 1979, et les installations, à l'exception du chevalement du puits no 1 bis, détruites quelques années plus tard. Un centre commercial est installé sur le carreau de fosse.
Au début du XXIe siècle, Charbonnages de France matérialise les têtes des puits nos 1, 1 bis et 1 ter. Le 25 novembre 2009, le chevalement du puits no 1 bis est inscrit aux monuments historiques. Il a été classé le 30 juin 2012 au patrimoine mondial de l'Unesco.

## La fosse
M. Defernez, ancien employé des mines de Douchy s'associe à diverses personnes et installe, le 28 mars 1858, un premier sondage, no 54, à Liévin, au sud de la concession de Lens. Ce sondage est abandonné, par suite d'accidents, à 124 mètres, dans la craie. Un deuxième sondage, no 55, est commencé en juin, à l'ouest du premier. Il rencontre la houille à 134,70 mètres, après avoir traversé quelques mètres de schistes bleus dévoniens. Deux autres sondages, no 56 à Avion et no 57, à Liévin, près d'un ancien sondage exécuté vers 1847 par Messieurs Mathieu, et reconnu négatif, ont commencé en 1858. Tous deux découvrent la houille, le premier après avoir traversé 43,80 mètres de schistes et calcaires dévoniens. Un cinquième sondage à Liévin, no 58, est poussé de 129 mètres à 233,94 mètres, dans les calcaires bleus dévoniens.
Diverses sociétés, dont la Compagnie des mines de Lens, effectuent alors des sondages à Liévin et ses environs,, la Compagnie de Lens va même jusqu'à ouvrir une fosse à Éleu-dit-Leauwette, abandonnée à la profondeur de 21 mètres et connue sous le nom d'avaleresse d'Éleu.

### Fonçage
La Compagnie de Liévin a commencé un puits no 1 à 500 mètres de la concession de Lens, le 13 décembre 1858,. La fosse no 1 est établie à 680 mètres au nord-ouest du clocher du village, et à cent mètres à l'est du chemin de Souchez à Point-à-Vendin. Ce puits est implanté à 478 mètres au sud-ouest de la fosse no 3 de la Compagnie de Lens, commencée en 1860, et à 1 770 mètres au sud-est de la fosse ouverte par la Société d'Aix, commencée la même année que la fosse no 1.
Le niveau a été passé par le procédé ordinaire au moyen d'une machine d'épuisement de 150 chevaux. La base du tourtia est à la profondeur de 132 mètres. Sous le tourtia, avant d'atteindre la tête du terrain houiller, cinq mètres d'argiles bleuâtres et noires ont été recoupés, Alfred Soubeiran considère que ces argiles appartiennent au Gault. La Compagnie y a monté une machine de vingt chevaux pour l'extraction et une de 120 chevaux pour l'épuisement. 45 maisons d'ouvriers ont été construites. Elle a dépensé 565 000 francs. Elle rencontre le terrain houiller à 136 ou 137 mètres,, puis plusieurs couches de houille renversées et très brouillées. Le puits est cuvelé en chêne depuis 15,50 mètres de profondeur, jusqu'à 97,50 mètres. Son diamètre utile est de quatre mètres.

### Exploitation
La fosse no 1 commence à extraire en 1860, l'exploitation y est alors peu productive. Jusqu'en 1866, l'extraction ne dépasse pas annuellement 20 000 à 27 000 tonnes. En 1867, la fosse est reliée par une voie ferrée à la gare de Lens, elle produit cette année-là 34 638 tonnes de houille. Cette fosse a été approfondie et atteint les belles couches connues par la fosse no 3 des mines de Lens, en place et régulières. Alors l'exploitation devient fructueuse, et ce, à partir de 1868.

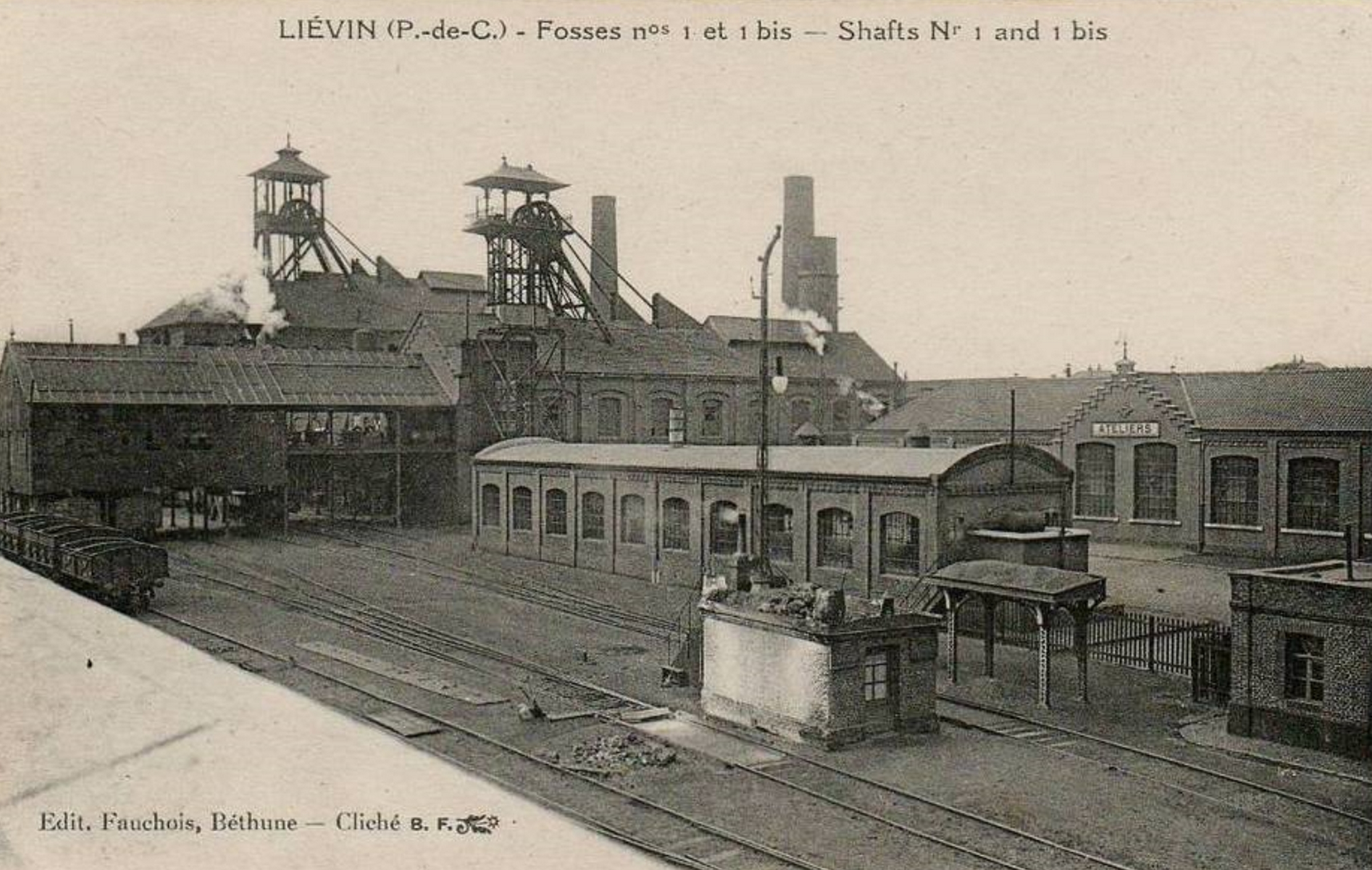
La fosse avant la Guerre.

La fosse no 1 a été doublée par le creusement, à partir de mai 1874, d'un deuxième puits, no 5, par la suite renommé 1 bis, foncé également par le système Kind-Chaudron, et sur lequel ont été installés de puissants moyens d'extraction. Celui-ci est situé à 45 mètres à l'ouest-sud-ouest du puits no 1. Le puits no 1 bis est cuvelé en fonte depuis 9,50 mètres jusqu'à 93,30 mètres. Son diamètre utile est de 3,65 mètres. L'orifice du puits est situé à l'altitude de 52,34 mètres. En 1875, en même temps que la perforation mécanique, un trainage mécanique, mû par l'air comprimé, est mis en place, pour une exploitation en vallée. La fosse est grisouteuse. Un puits d'aérage no 1 ter est ouvert à partir de 1875, ou 1901, il est situé à 66 mètres au sud-est du puits no 1.
La Compagnie de Liévin, avec ses deux sièges à puits jumeaux, fortement outillés, est arrivée à produire déjà en 1879, 285 331 tonnes, et elle pense pouvoir augmenter considérablement ce chiffre d'extraction. L'extraction de l'année 1880 atteint 350 000 tonnes. Le puits no 1 est alors profond de 430 mètres.
Un coup de grisou survenu le 14 janvier 1885 cause la mort de 28 mineurs. À la fin des années 1890, le puits no 1 est profond de 553 mètres et le puits no 1 bis de 566,26 mètres, leurs accrochages sont établis à 160, 200, 245, 283, 315, 345, 430, 476 et 534 mètres.

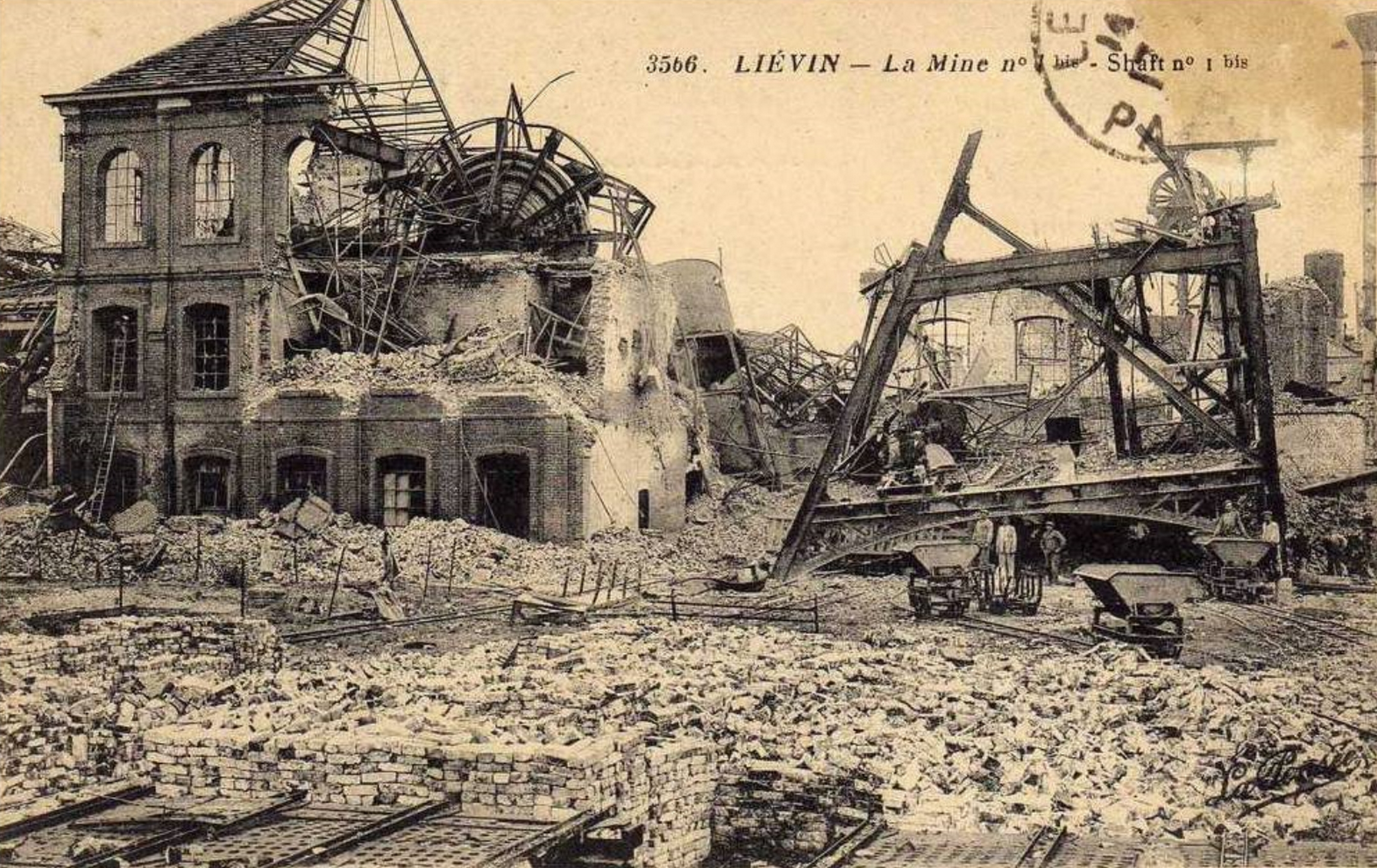
La fosse détruite à l'issue de la Guerre.

Comme toutes les autres fosses de la Compagnie, à l'exception de la fosse no 2, la fosse no 1 - 1 bis - 1 ter est détruite durant la Première Guerre mondiale.
La Compagnie des mines de Liévin est nationalisée en 1946, et intègre le Groupe de Liévin. En 1952, ce dernier fusionne avec le Groupe de Lens pour former le Groupe de Lens-Liévin. Les puits nos 1, 1 bis et 1 ter assurent respectivement l'extraction, le service et l'aérage. Malgré un gisement accessible, la fosse est concentrée sur la fosse no 6 - 6 bis sise à Angres à 2 320 mètres au sud-sud-ouest. L'extraction cesse alors en 1955. La production remonte par la fosse no 6 - 6 bis. Une station de dégazage de grisou est mise en service, et le gaz est envoyé aux usines de Liévin. Le puits no 1, profond de 670 mètres, est remblayé en 1966. Le puits no 1 bis est alors entrée d'air tandis que le puits no 1 ter assure le retour d'air pour la fosse no 3 - 3 bis des mines de Lens, sise 478 mètres au nord-est.
Le chevalement du puits no 1 est démoli en 1977, les puits nos 1 bis et 1 ter, respectivement profonds de 796 et 648 mètres, sont remblayés en 1979. Depuis la guerre, le puits d'aérage no 1 ter n'était plus doté de chevalement.

### Reconversion
À l'exception du chevalement du puits no 1 bis, l'ensemble des installations est détruit, un centre commercial est installé sur le carreau de fosse. Au début du XXIe siècle, Charbonnages de France matérialise les têtes des puits nos 1, 1 bis et 1 ter. Le BRGM y effectue des inspections chaque année. Le puits no 1 ter est situé sur un petit espace vert, alors que le puits no 1 est situé sur des places de parking. Le chevalement du puits no 1 bis en totalité fait l’objet d’une inscription au titre des monuments historiques depuis le 25 novembre 2009. Il a été construit en 1922, lors de la reconstruction de la fosse. Il fait partie des 353 éléments répartis sur 109 sites qui ont été classés le 30 juin 2012 au patrimoine mondial de l'Unesco. Il constitue le site no 71.
La rénovation du chevalement subsistant débute en décembre 2023.

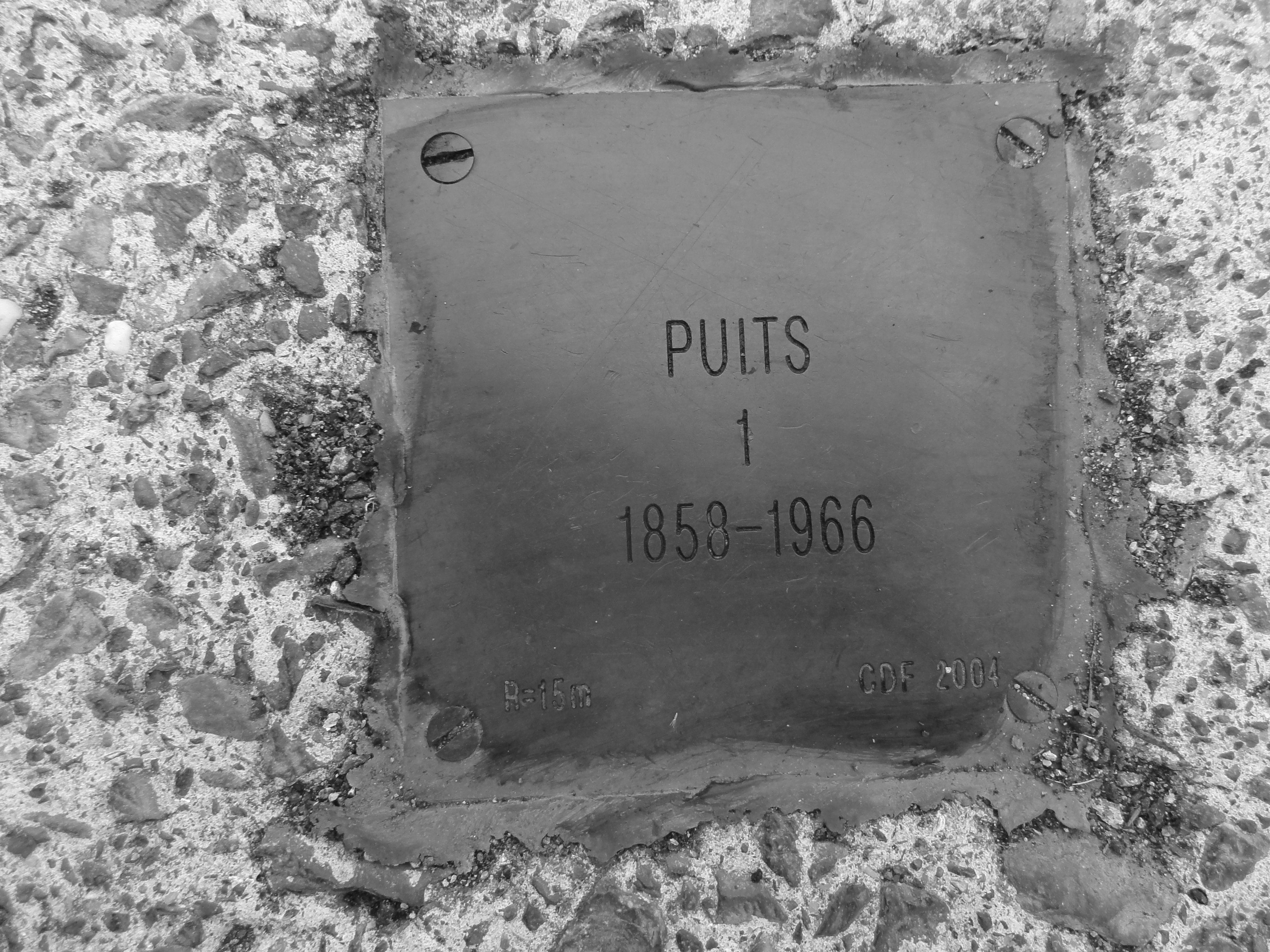
Puits no 1, 1858 - 1966.
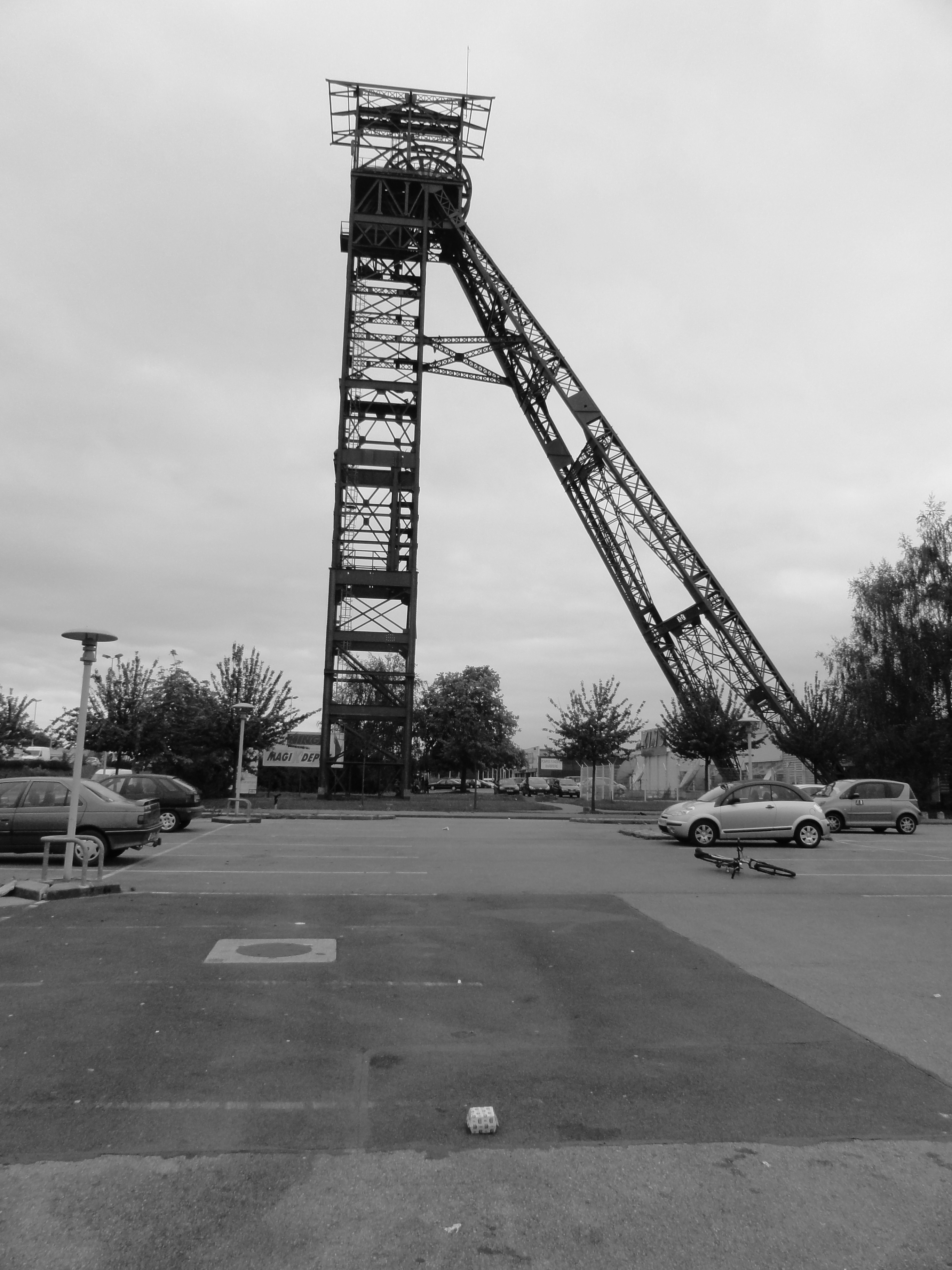
Tête de puits matérialisée no 1.
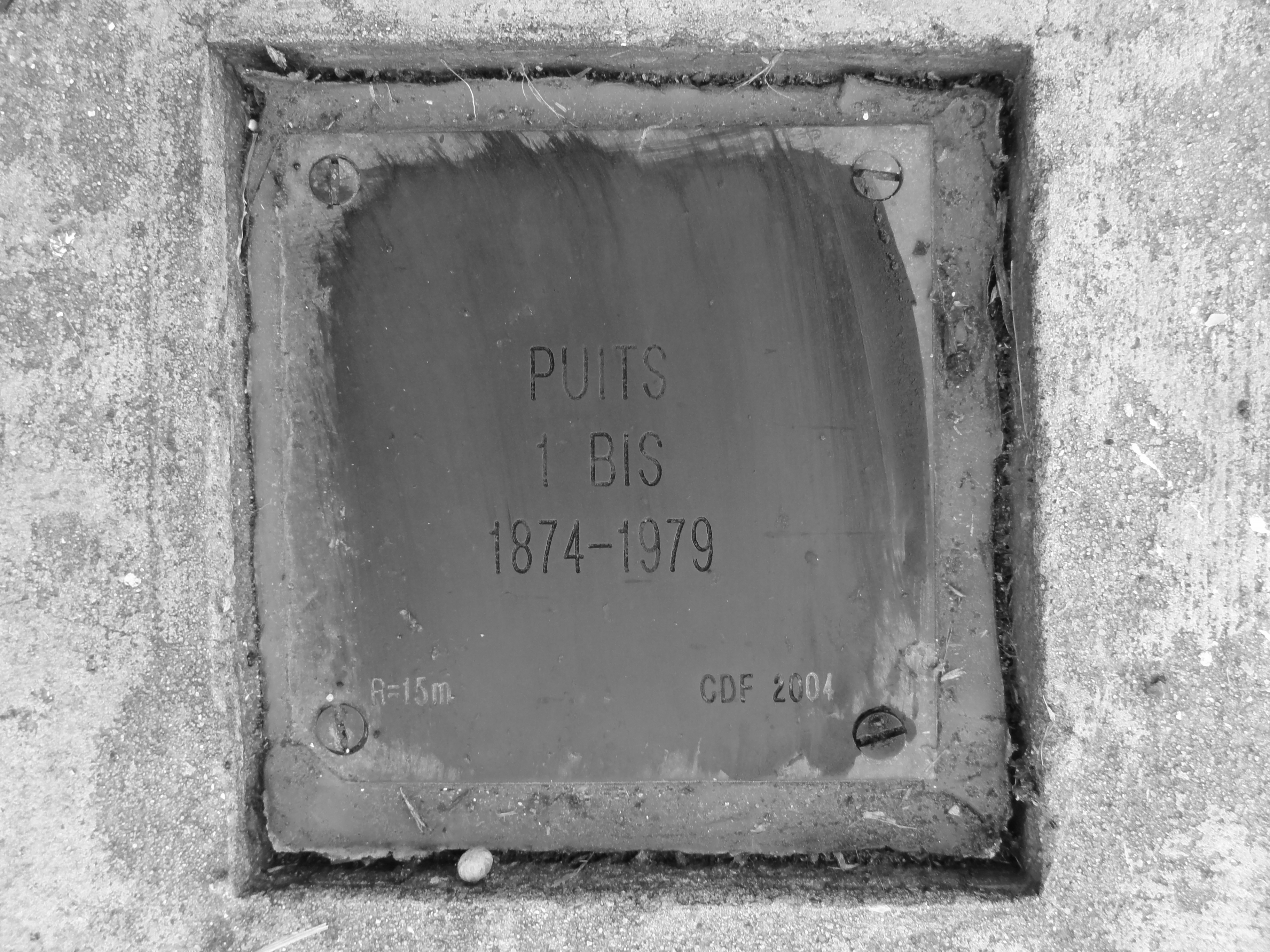
Puits no 1 bis, 1874 - 1979.
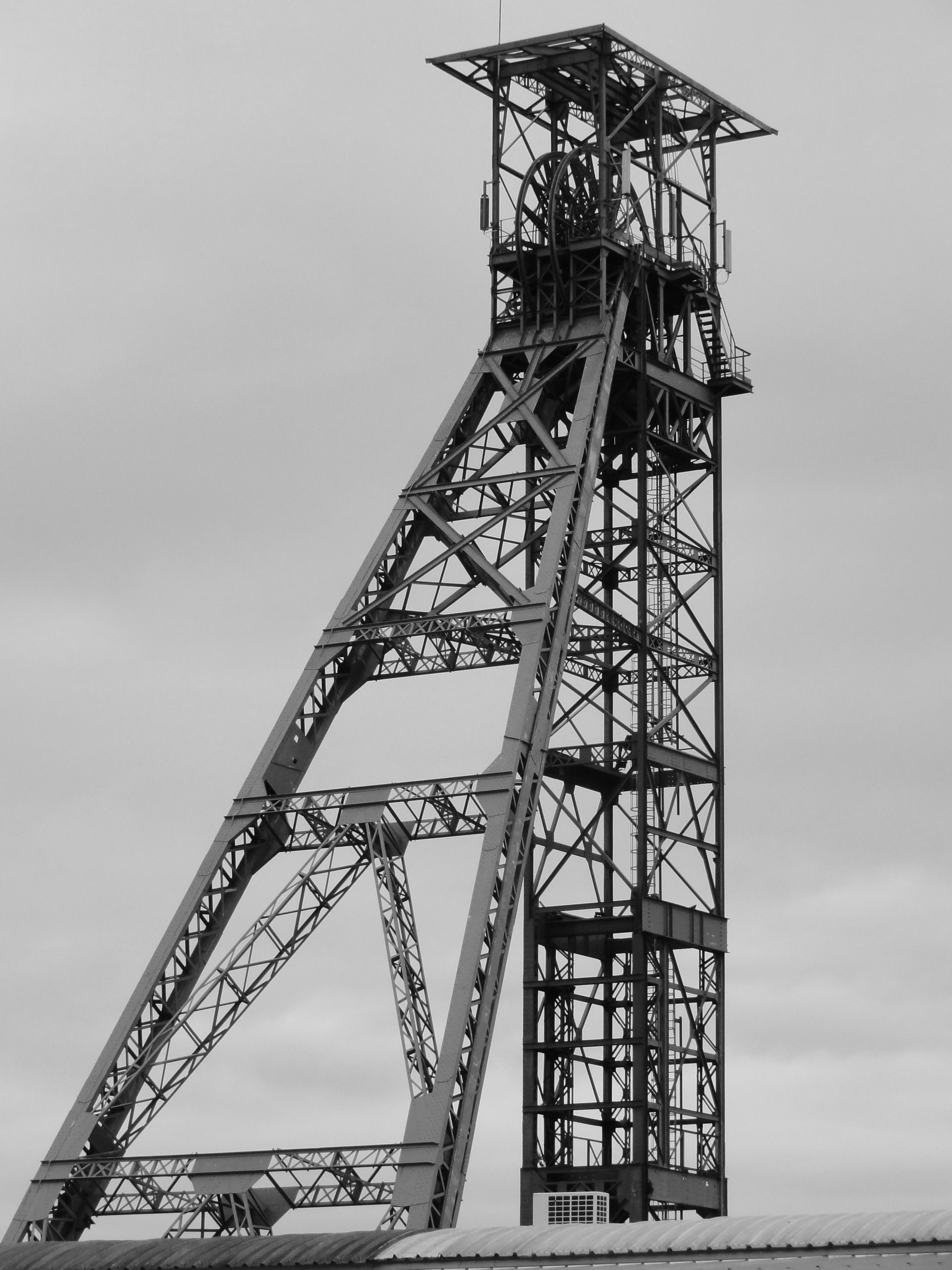
Le chevalement du puits no 1 bis.
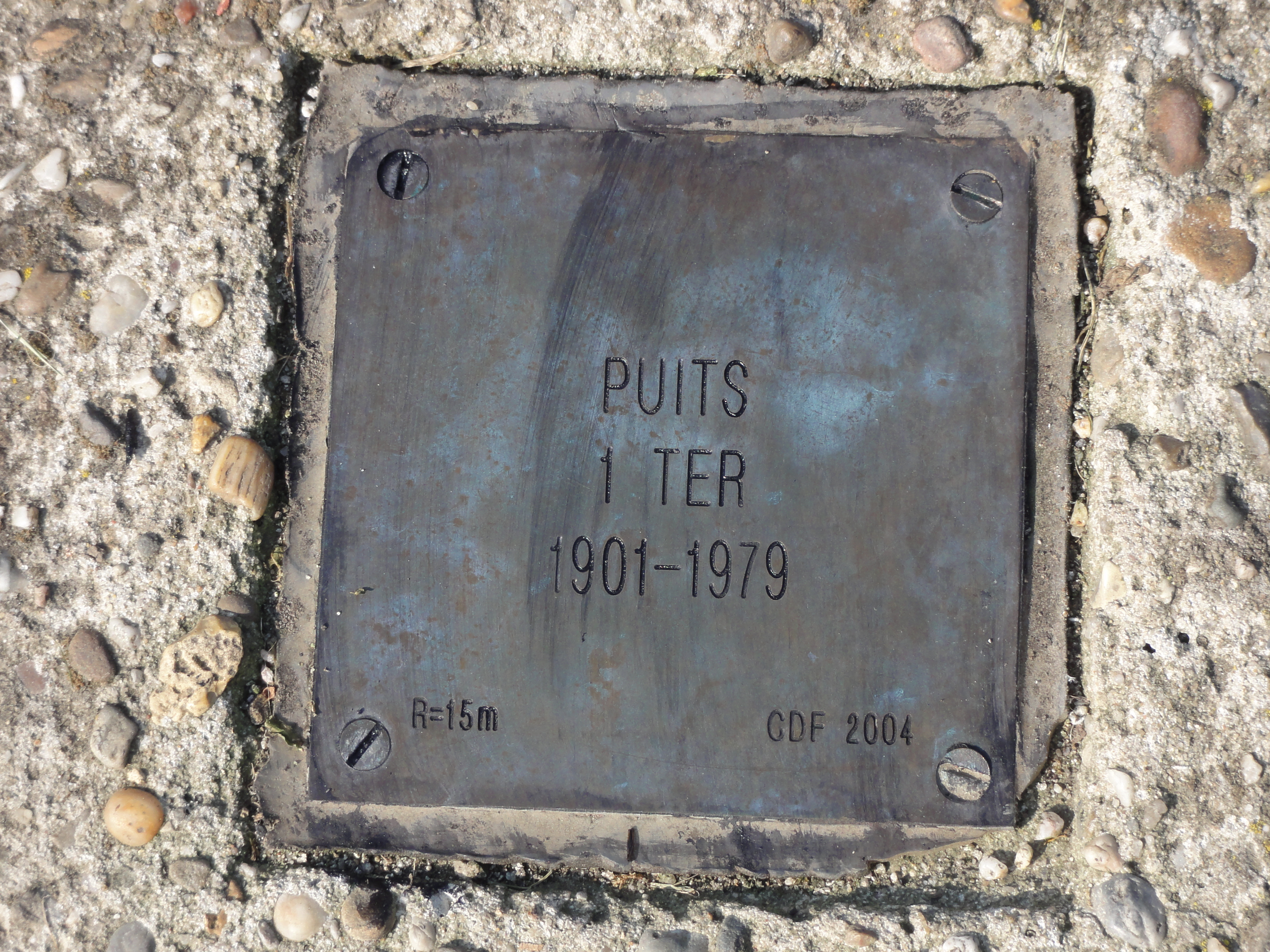
Puits no 1 ter, 1901 - 1979.
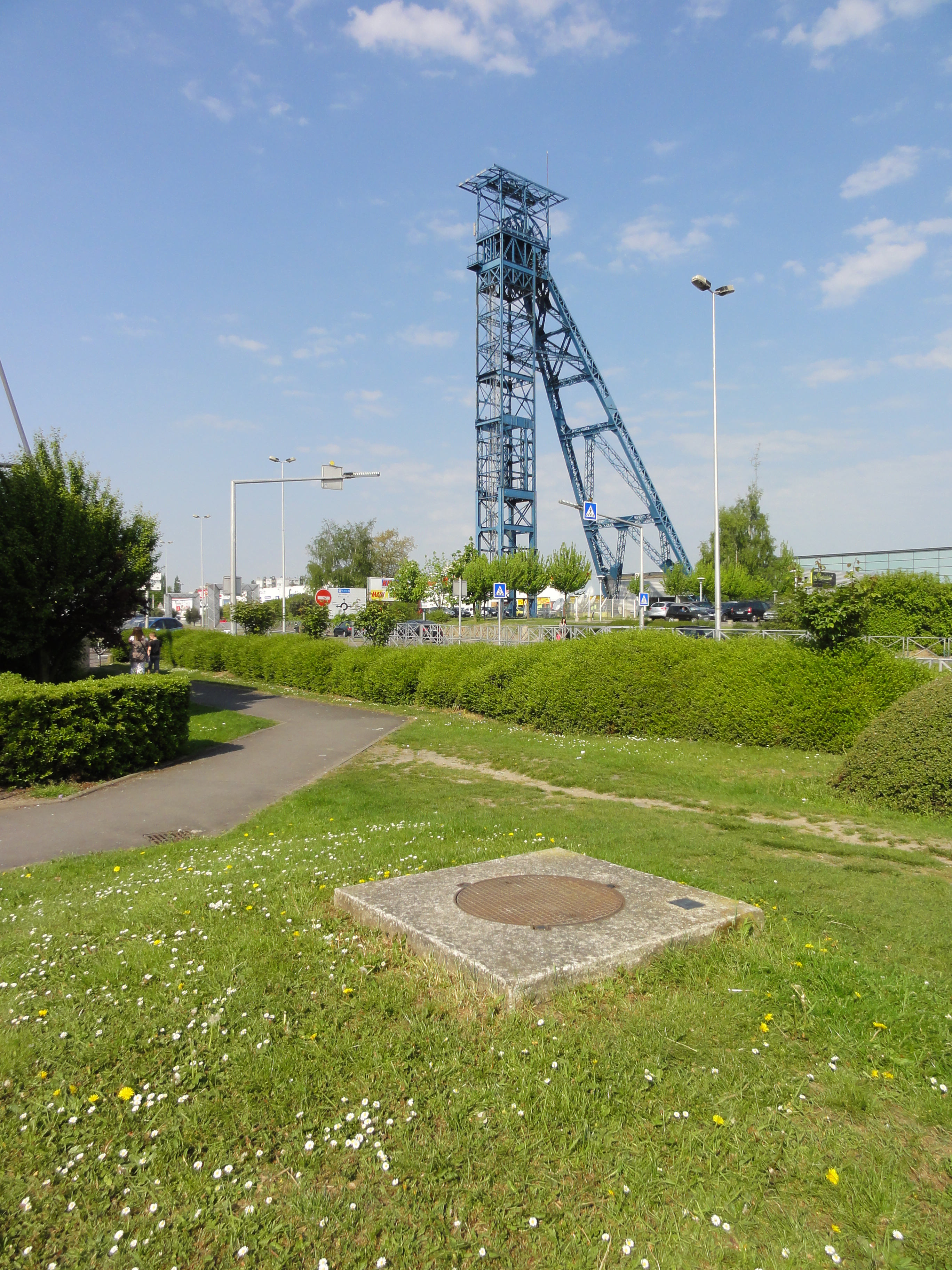
Tête de puits matérialisée no 1 ter.

## Les cités
Quarante-cinq maisons d'ouvriers ont été construites lors de la construction de la fosse no 1.
Des cités ont été construites à proximité de la fosse no 1 - 1 bis - 1 ter. Elles sont constituées de corons, et d'habitations groupées par deux ou quatre. La plupart de ces habitations sont construites dans le style architectural de la Compagnie de Liévin.

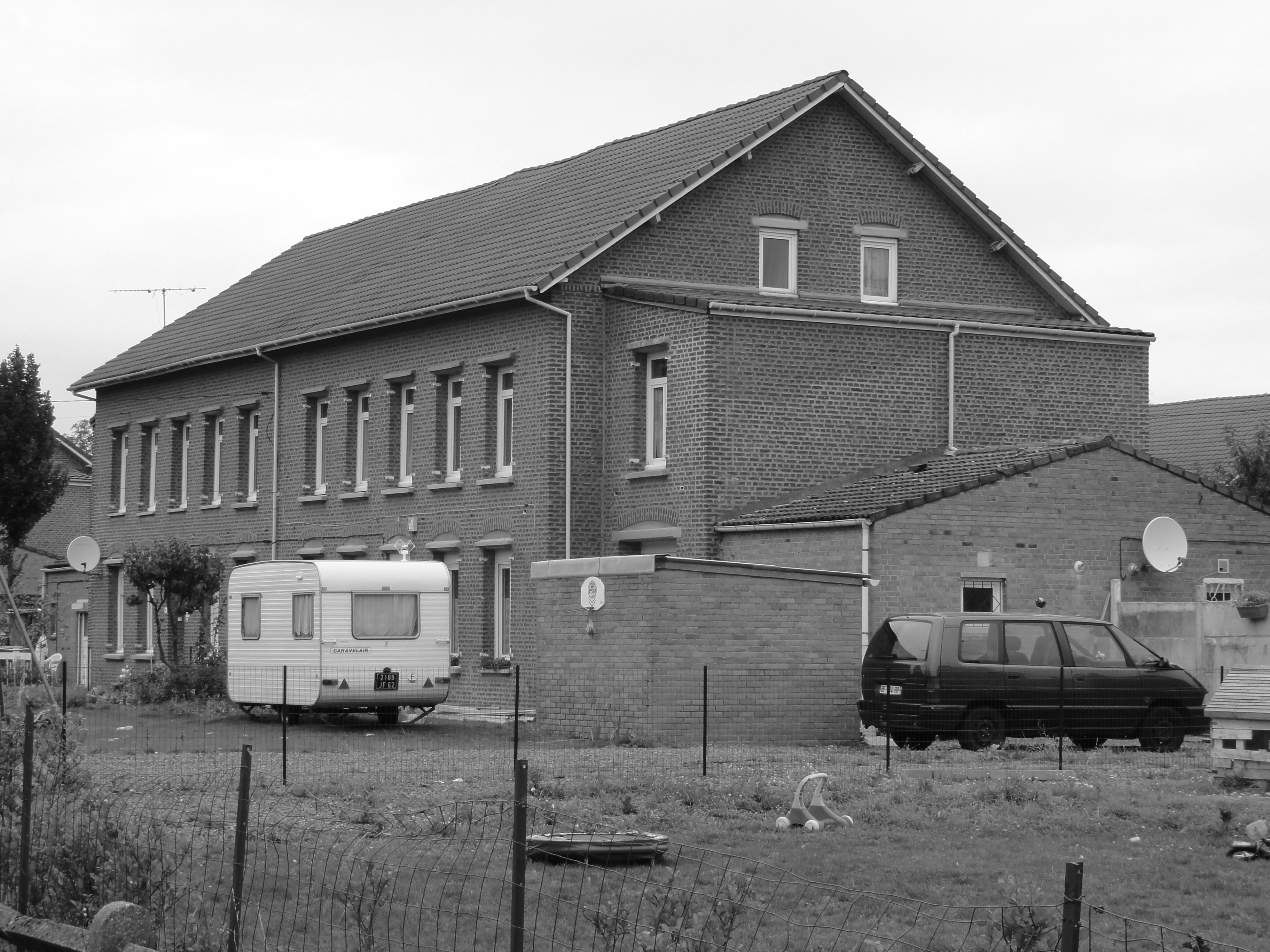
Un coron ancien.
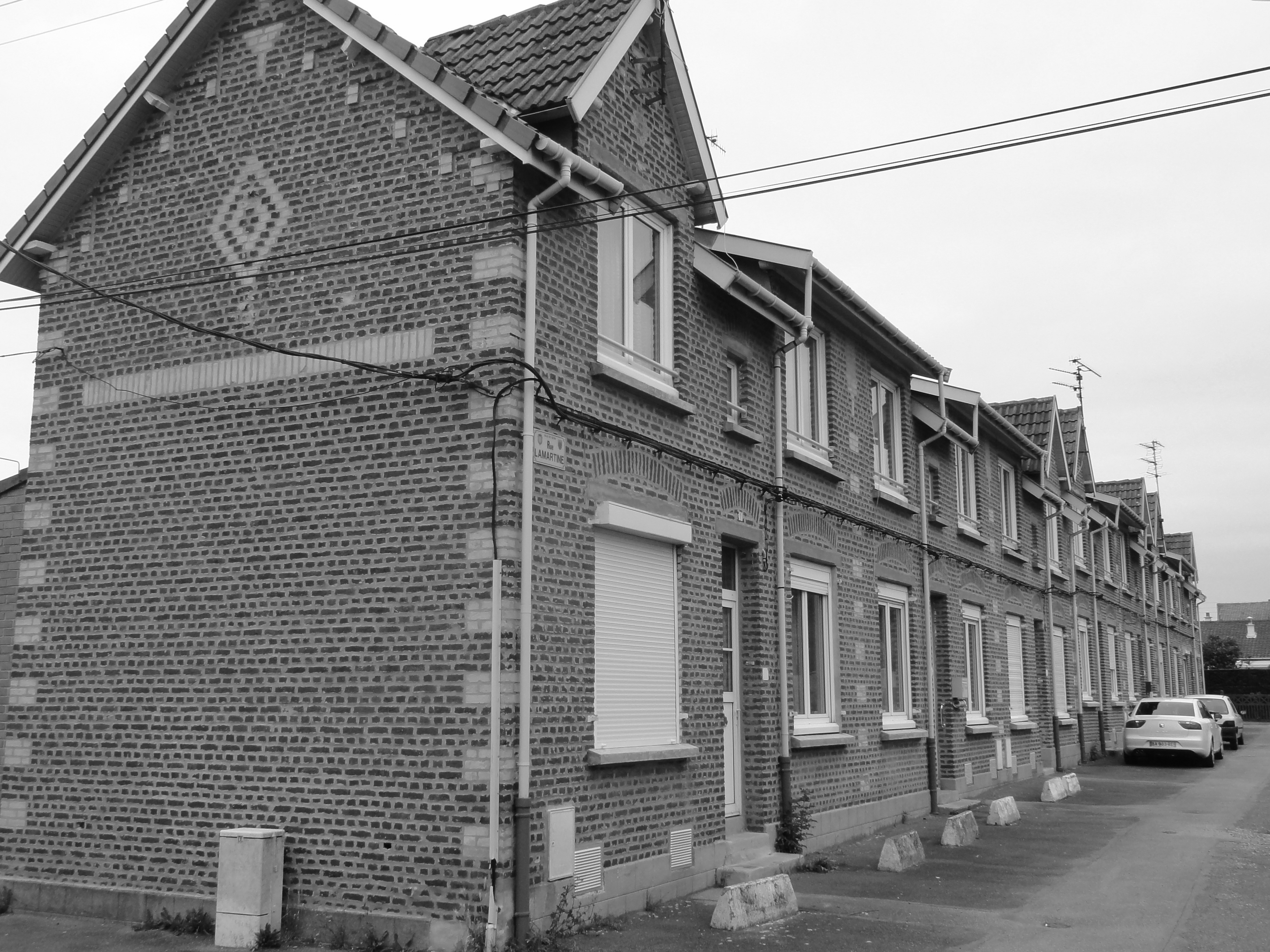
Un coron de six habitations.
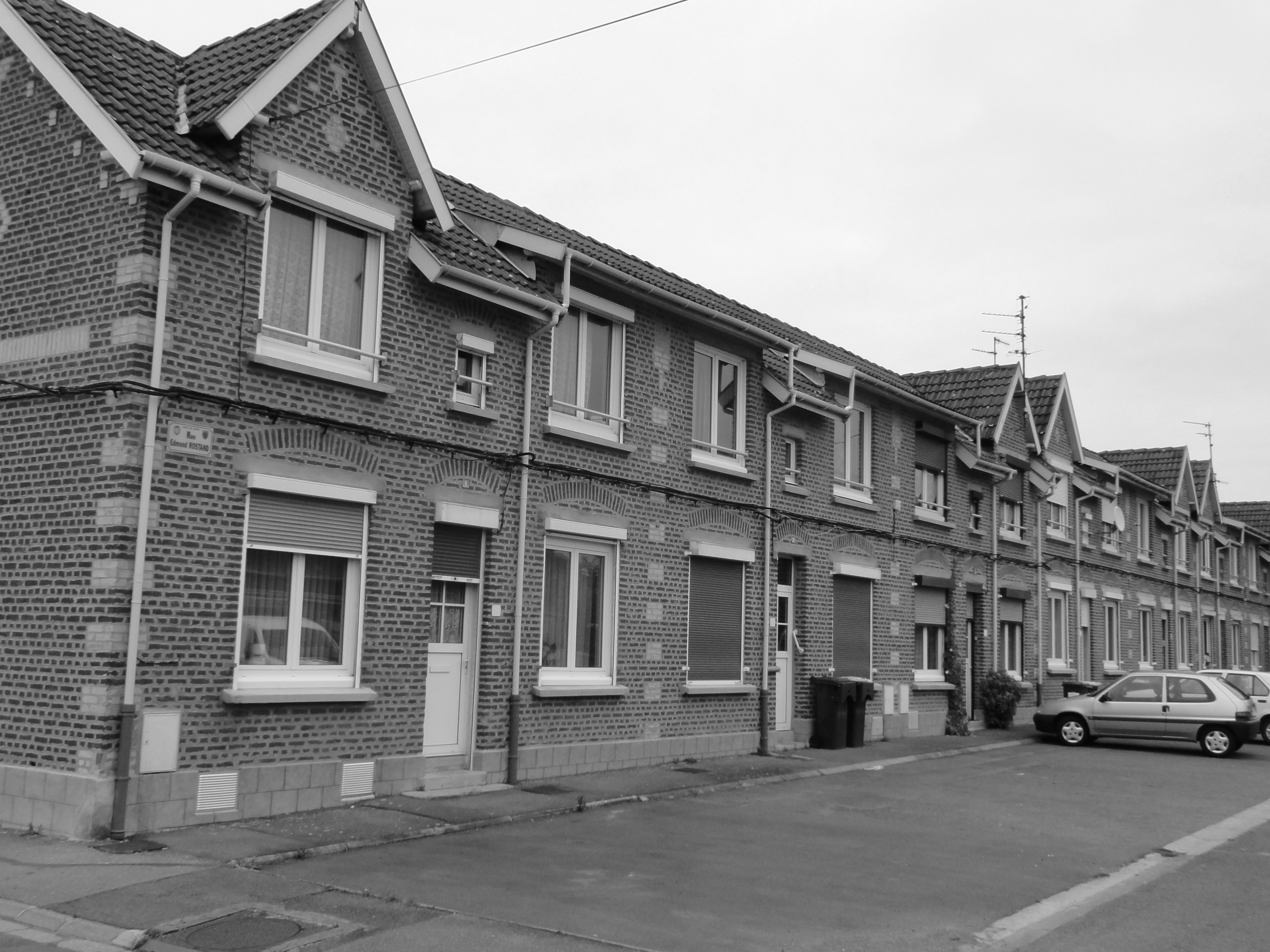
Un coron.
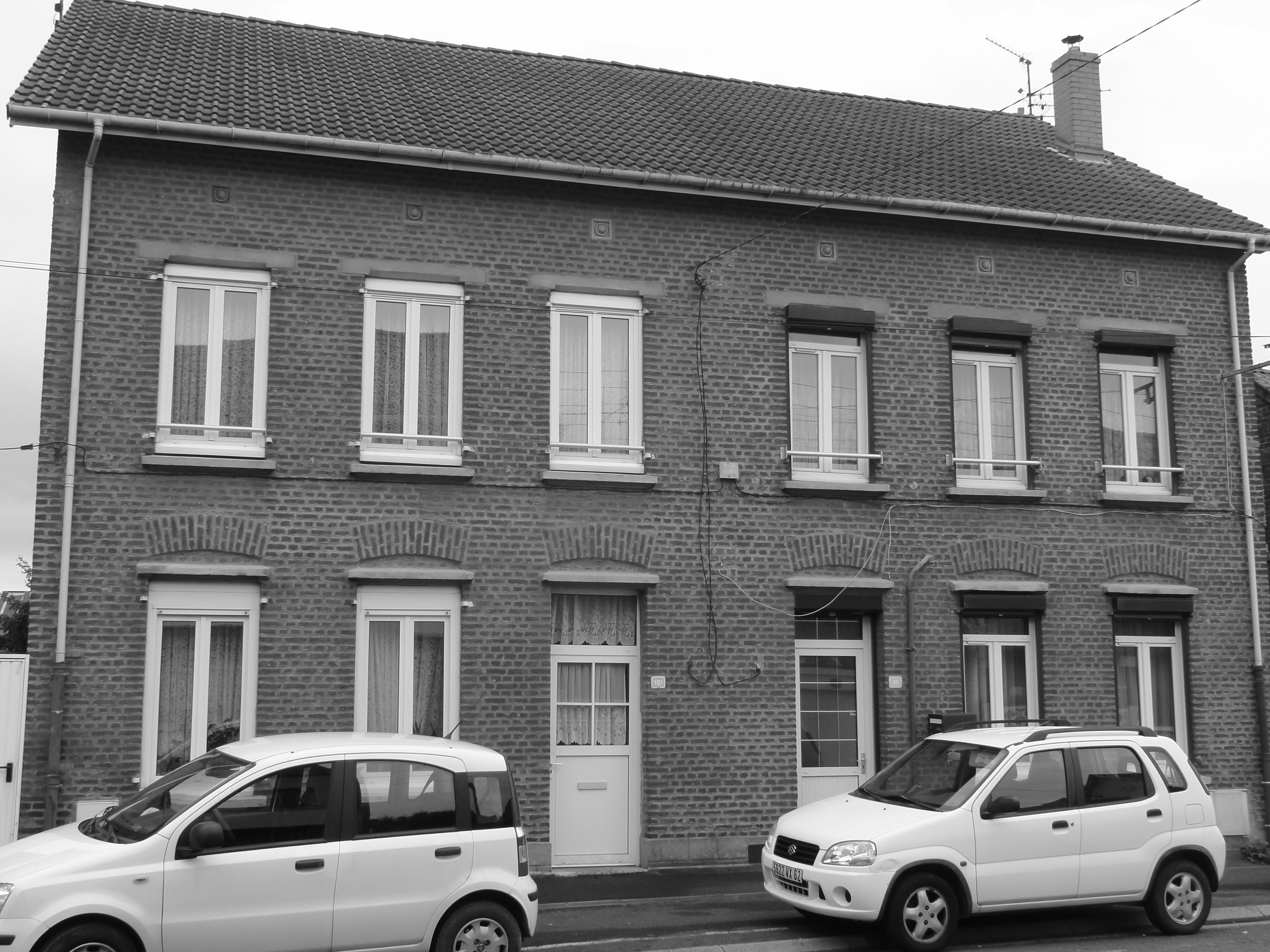
Habitations groupées par deux.
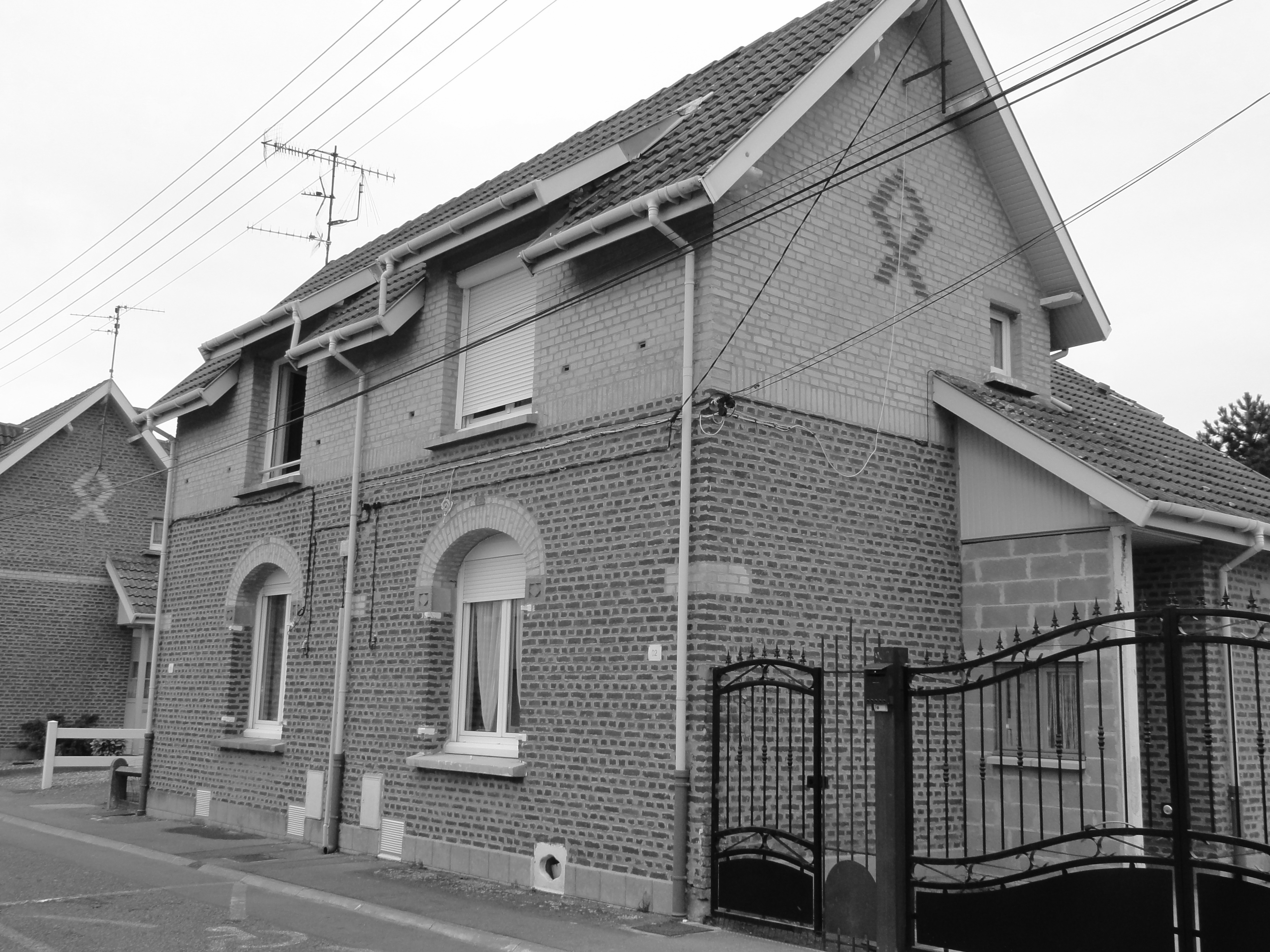
Habitations groupées par deux.
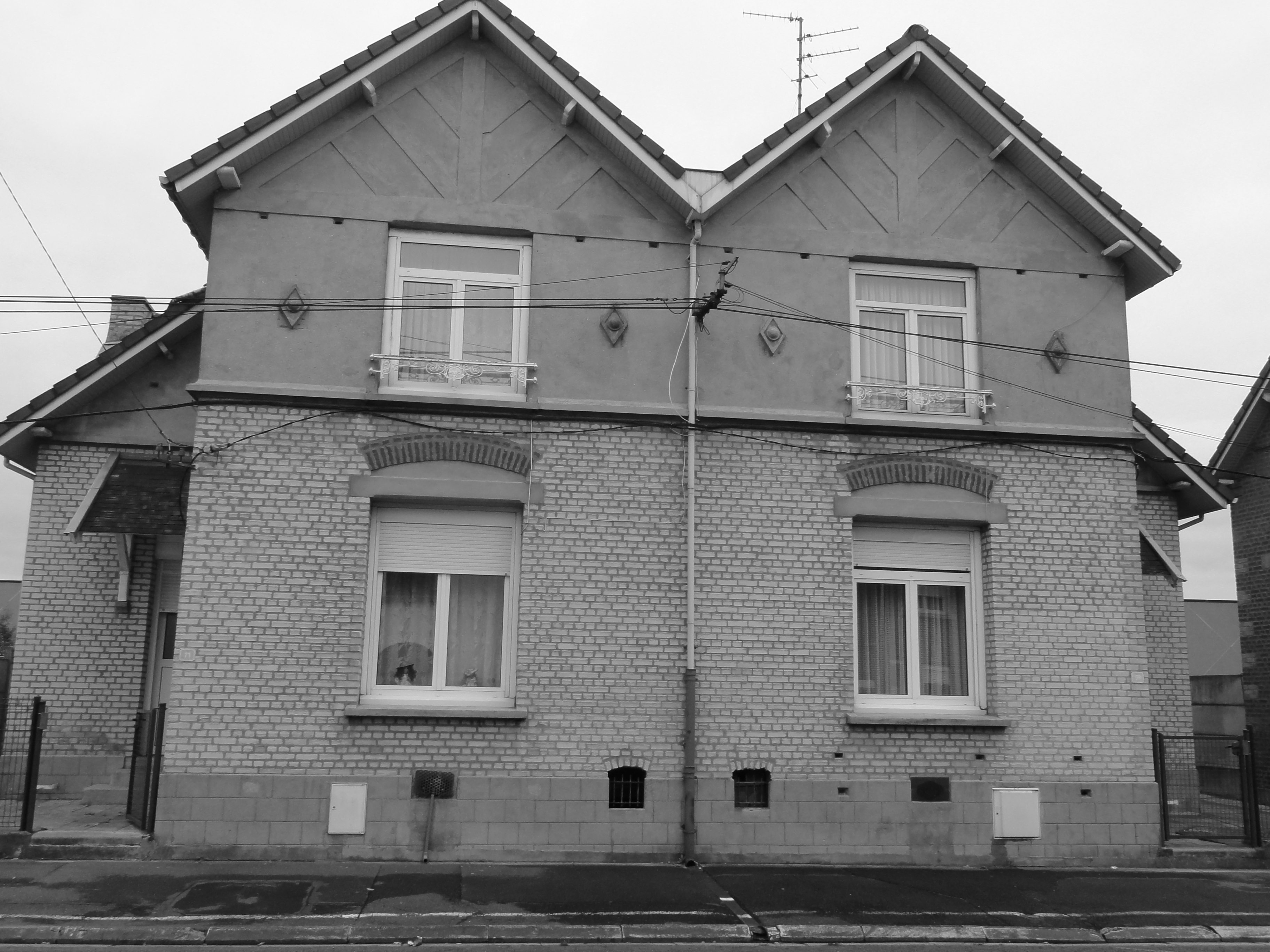
Habitations groupées par deux.